# Биксере
Би́ксере (латыш. Biksēre) — населённый пункт в Мадонском крае Латвии. Административный центр Сарканской волости. Находится у региональной автодороги P37 (Плявиняс — Мадона — Гулбене). Расстояние до города Мадона составляет около 10 км.
По данным на 2017 год, в населённом пункте проживало 433 человека. Комплекс поместья Биксере с парком является памятником культуры и природы.

## История
Ранее село являлось центром поместья Либе (Биксере).
В советское время населённый пункт входил в состав Сарканьского сельсовета Мадонского района. В селе располагалась центральная усадьба колхоза «Сарканайс старс».